# Nossa Senhora do Sorriso
Nossa Senhora do Sorriso é um dos nomes atribuídos à Virgem Maria, Mãe de Jesus. Este título é oriundo da visão que Santa Teresinha do Menino Jesus teve de Nossa Senhora das Vitórias, aos dez anos de idade.

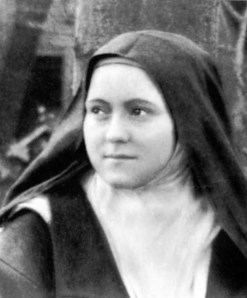
Santa Teresinha do Menino Jesus foi a vidente da aparição de Nossa Senhora do Sorriso.

## História
A história de Nossa Senhora do Sorriso acompanha a vida de Santa Teresinha, principalmente em sua infância. Santa Teresinha nasceu no dia 2 de janeiro de 1873, mas apenas quando tinha dez anos de idade a “florzinha do Carmelo” milagrosamente se recuperou de uma doença desconhecida e fatal. Este foi também o preludio da devoção que ficou conhecida como Nossa Senhora do Sorriso.

A mãe de Teresa, Santa Zélia, começou a queixar-se de dores nos seios em 1865, oito anos antes de Santa Teresinha sequer nascer. Em 1876, os médicos lhe contaram sobre sua condição. Zélia morreu de câncer de mama em 28 de agosto de 1877. Ela tinha 45 anos. Sua filha mais nova, Santa Teresinha, de apenas quatro anos, ficou arrasada. Anos mais tarde, ela escreveria que: 
“A primeira parte da minha vida parou naquele dia” (Santa Teresinha).
Santa Zélia pedira ao marido, São Luís Martin, que pedisse a Pauline que cuidasse de Santa Teresinha depois que ela falecesse. Pauline era 12 anos mais velha que sua irmã mais nova e atuava como mãe substituta de Santa Teresinha enquanto sua mãe estava doente. Santa Teresinha amava muito Pauline e se sentia segura e protegida com ela ao seu lado.

Em outubro de 1882, quando Teresa tinha nove anos, Pauline ingressou no mosteiro carmelita de Lisieux. Pauline era a “segunda mãe” da criança e, mais uma vez, Santa Teresinha ficou arrasada. Ela acreditava que, como Pauline estava enclausurada, nunca mais a veria. Ela gritou:
"No fundo do meu coração, eu sei que Pauline está perdida para mim." (Santa Teresinha)
Sob tal pressão, Santa Teresinha começou a apresentar sinais de enfermidades. A partida de Pauline para o Carmelo havia despertado suas memórias do falecimento de sua mãe. Ela queria se juntar às Carmelitas imediatamente, mas era muito jovem. As três forças colidiram e Santa Teresinha ficou cada vez mais doente. Sofrendo até convulsões, febre e alucinações começaram a dominá-la. Seu corpo exibia tremores e seus dentes cerrados, e ela não conseguia falar. Um médico sugeriu que ela estava "emocionalmente frustrada e tendo um ataque neurótico". A pobre criança tinha apenas 10 anos.
Os Martins tinham uma linda imagem de Nossa Senhora da Vitória. Luís Martin recebeu a imagem de uma senhora que o conhecia e a colocou em seu jardim. Quando ele e Zélia se casaram, a imagem foi transferida para a casa e recebeu um lugar de honra. Quando as crianças tinham idade suficiente, toda a família orava diante da imagem.
A imagem tinha um metro de altura e era coberta com um verniz que a fazia parecer mármore. A imagem é a reprodução perfeita de uma obra do artista francês Edmé Bouchardon. As crianças adoravam aquela imagem e a decoravam com flores do jardim. Seu pai disse que eles poderiam desgastar a imagem de tanto beijá-la.
O estado de Santa Teresinha estava muito terrível a pobre criança estava sofrendo de fortes dores de cabeça, estranhas aparições e tudo parecia aterrorizá-la. Ela pensou que sua cama estava cercada por penhascos íngremes e por um curto período de tempo Santa Teresinha não conseguiu abrir os olhos.
Pauline, sabendo da gravidade da doença, intensificou as orações a Nossa Senhora, as suas irmãs do Carmelo foi generosa com ela e intensificaram juntas em oração. São Luís Martin, o pai de Santa Teresinha, Era muito devoto de Nossa Senhora das Vitórias, mandou celebrar uma novena de missas na intenção da cura da pequena florzinha e providenciou de colocar ao lado de sua cama a imagem de Nossa Senhora das Vitórias. E todos da família começaram a rezar na intenção de curar a pequena menina doente.
Durante esse tempo, a imagem ficou no quarto com Teresa. Porém para o desespero de seus parentes em 13 de maio de 1883, Marie, a irmã mais velha, tinha certeza de que Santa Teresinha estava morrendo. A sua irmã caiu de joelhos diante da imagem, implorando a Nossa Senhora para curar sua irmãzinha. Leonie e Celine entraram e se juntaram a Marie em oração.
Marie olhou para Santa Teresinha e percebeu que sua irmã parecia estar paralisada pela imagem. Mas Santa Teresinha não estava olhando para a imagem. Em vez disso, em um estado de êxtase, ela viu a Santíssima Virgem de pé perto dela e é para quem ela estava olhando.

Teresa disse mais tarde que o rosto de Nossa Senhora brilhava com uma beleza gloriosa, mas foi o seu sorriso maravilhoso que encheu de alegria a menina. Era como um raio de sol quente. Quando tudo acabou, período que durou cerca de cinco minutos, Santa Teresinha Martin estava curada. Suas irmãs notaram duas grandes lágrimas caindo de cada olho. Mais tarde, quando Marie perguntou por que ela chorava, ela respondeu:
"Eu chorei porque Nossa Senhora tinha desaparecido." (Santa Teresinha).
Santa Teresinha escreveu em sua autobiografia, História de uma Alma:
“No dia 13 de maio de 1883, festa de Pentecostes, do meu leito, virei meu olhar para a imagem de Maria, e de repente a imagem pareceu-me bonita, tão bonita que nunca tinha visto nada semelhante. Seu rosto exalava uma bondade e ternura inefáveis, mas o que calou fundo em minha alma foi o sorriso encantador da Santíssima Virgem. Todas as minhas penas se foram naquele momento, e lágrimas escorreram de meus olhos, de pura alegria. Pensei, a Santíssima Virgem sorriu para mim, foi por causa das orações que eu tive a graça do sorriso da Rainha do Céu.” (Santa Teresinha)
Santa Teresinha, impactada com o sorriso da Virgem Maria o qual havia lhe curado, passou a nomear a imagem de Virgem do Sorriso. Inicialmente a devoção estava restrita a sua família, como devoção privada pelos membros de sua família. Após adentrar as portas do Carmelo, naturalmente ela levou a devoção a Nossa Senhora do Sorriso consigo para o Carmelo de LIsieux. Entrando com apenas 15 anos de idade, depois que o Papa Leão XIII lhe deu autorização especial. Porém, a devoção só floresceu após a morte de Santa Teresinha, quando a devoção começou a ser divulgada por todos os conventos Carmelitas e por todo mundo.

### Dia de Nossa Senhora do Sorriso
O dia de Nossa Senhora do Sorriso e seus festejos são realizados na segunda semana de agosto, porém, alguns devotos apresentam sua devoção no dia  14 de agosto e outros, sendo o mais comum e reconhecido, no dia 15 de agosto.

## Oração de Nossa Senhora do Sorriso
"Ó Maria, mãe de Jesus e nossa, que, com um claro sorriso vos dignastes consolar e curar vossa filha Santa Terezinha do Menino Jesus, da depressão, devolvendo-lhe a alegria de viver, e o sentido da sua existência em Cristo Ressuscitado. Ó Virgem do Sorriso, olha com maternal afeto para tantos filhos e filhas que sofrem com a depressão, transtornos e síndromes psiquiátricas e males psicossomáticos.
Que Jesus Cristo cure e dê sentido à vida de tantas pessoas, cuja existência as vezes esta deteriorada. Maria, que seu belo sorriso não deixe que as dificuldades da vida obscureçam nosso ânimo. Sabemos que só o seu filho Jesus pode satisfazer  os anseios mais profundos no nosso coração. Maria, mediante a luz que brota de seu rosto, transparece a misericórdia de Deus. Que seu olhar nos acaricie, e nos convença que Deus,  nos ama e nunca nos abandona. A sua ternura renove em nós, a auto estima, a confiança nas próprias capacidades, o interesse pelo futuro e o desejo de viver feliz. Que os familiares dos que sofrem com depressão ajudem no processo de cura, nunca os considerando farsantes da enfermidade com interesses de comodidade, mas os valorizem, escutem, compreendam e os animem. Virgem do Sorriso, alcance-nos de Jesus, a verdadeira cura, e livra-nos de alívios temporários e ilusórios. Curados, comprometemo-nos a servir com alegria, disposição e entusiasmo Jesus, como discípulos  missionários, com nosso testemunho de vida renovada. Amém". 